# Grandes sudafricanos
Grandes sudafricanos (en inglés, Great South Africans) fue una serie de televisión sudafricana que se emitió en SABC3 y fue presentada por Noeleen Maholwana Sangqu y Denis Beckett. En septiembre de 2004, miles de sudafricanos participaron en una encuesta informal a nivel nacional para determinar los "100 mejores sudafricanos" (en inglés, 100 Greatest South Africans) de todos los tiempos. Los votos se emitieron por teléfono, SMS y el sitio web del canal de televisión estatal South African Broadcasting Corporation, SABC3, que emitió una serie de perfiles y documentales en las semanas previas al anuncio de los 100 mejores. El programa se inspiró en la serie de los Grandes Británicos de la BBC. 
En Sudáfrica, la lista estaba encabezada por Nelson Mandela, dado su estatus global como estadista, símbolo de la liberación y la reconciliación, posteriores al apartheid. Otras opciones populares iban desde el profesor Christiaan Barnard, el cirujano cardíaco pionero, hasta el general Jan Smuts, primer ministro en tiempos de guerra y cofundador de la Liga de las Naciones, hasta Shaka Zulú, el líder guerrero del siglo XIX de la Nación Zulú, o el empresario de Internet y viajero espacial civil Mark Shuttleworth.
Dos días después de que se anunciara la lista, Nelson Mandela ya había recibido varios miles de votos más que cualquier otro candidato.

## Controversia
En el momento en que se anunció la competencia, en junio de 2004, el SABC aseguró que el espectáculo sudafricano no prohibiría ciertas figuras políticas, como fue el caso en la versión alemana que prohibió a los nazis de la lista. Pronto se arrepintieron de su decisión cuando el SABC se vio envuelto en una controversia nacional sobre las altas clasificaciones otorgadas a algunos sudafricanos que eran menos considerados como "grandes". Shakira
Por ejemplo, Hendrik Verwoerd, el "Arquitecto del Apartheid", ocupó un lugar más alto en la lista que Albert Luthuli, el primer premio Nobel de la Paz de Sudáfrica, o Chris Hani, un famoso activista contra el apartheid. También estaba presente en la lista Eugène Terre'Blanche, el jefe del Afrikaner Weerstandsbeweging.
Otras opciones controvertidas incluyeron un undécimo puesto para Hansie Cronje, el excapitán deshonrado del equipo de cricket sudafricano, quien admitió haber aceptado sobornos para influir en el resultado de los partidos de prueba.
El 14 de octubre, el SABC anunció que el programa estaba siendo cancelado, dejando las posiciones 2 a 10 aún indecisas.
Las columnas de cartas en algunos periódicos calificaron el espectáculo de farsa y usaron el término "blancos con teléfonos celulares" para explicar la presencia de Hendrik Verwoerd y Eugène Terre'Blanche en los primeros puestos de la clasificación. Esta opinión fue refutada por el cantautor afrikáans Steve Hofmeyr, quien señaló que Winnie Madikizela-Mandela, una activista anti-apartheid que fue declarada culpable de fraude después del apartheid, también obtuvo un puntaje alto en la lista. Según Peter Matlare, CEO de SABC, el programa se detuvo porque era necesaria una "participación más amplia en el proceso de votación".
Cuando se anunció la competencia, el SABC definió a un gran sudafricano como alguien que contribuyó a la "vida y desarrollo del país". Cuando se detuvo el programa, el SABC afirmó que su definición de un gran sudafricano era en realidad alguien que contribuyó al desarrollo de Sudáfrica "y la promoción de la humanidad" y el hecho de que algunas personas en la lista no encajaban en esta descripción contribuyó a la decisión de detener el espectáculo.

## La lista
Esta es la lista original de los "100 mejores sudafricanos", con las posiciones 2 a 10 aún por confirmar por votación pública, antes de que el programa fuera sacado del aire:

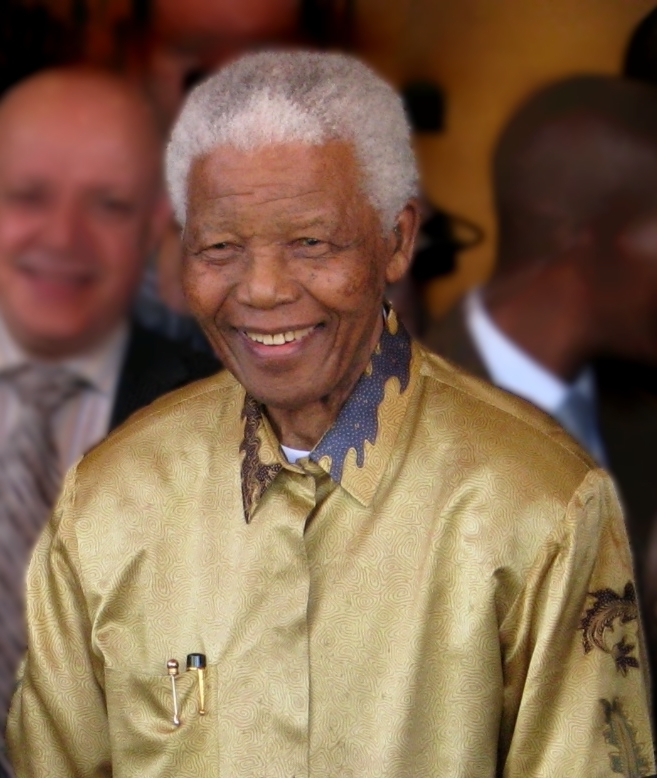
Nelson Mandela.

1. Nelson Mandela (1918–2013), primer presidente de Sudáfrica posterior al apartheid y ganador conjunto del Premio Nobel de la Paz.
2. Christiaan Barnard (1922–2001), cirujano pionero en trasplante de corazón.
3. F. W. de Klerk (1936–), expresidente y ganador conjunto del Premio Nobel de la paz.
4. Nkosi Johnson (1989–2001), activista infantil contra el VIH/SIDA que murió por la enfermedad.
5. Winnie Madikizela-Mandela (1936–2018), política y segunda esposa de Nelson Mandela.
6. Thabo Mbeki (1942–), segundo presidente de la Sudáfrica posterior al apartheid.
7. Gary Player (1935–), golfista.
8. Jan Smuts (1870–1950), estadista.
9. Desmond Tutu (1931–), clérigo y ganador del Premio Nobel de la Paz.
10. Hansie Cronjé (1969–2002), jugador de cricket.
11. Charlize Theron (1975–), actriz y ganadora del Premio de la Academia.
12. Steve Biko (1946–1977), activista político.
13. Shaka Zulú (1787–1828), fundador de la nación zulú.
14. Mangosuthu Buthelezi (1928–), político y príncipe zulú.
15. Tony Leon (1956–), político.
16. Brenda Fassie (1964–2004), cantante.
17. Mark Shuttleworth (1973–), emprendedor web, fundador de Thawte, distribuidor de Ubuntu Linux y turista espacial.
18. Hendrik Verwoerd (1901–1966), ex primer ministro y arquitecto principal del apartheid.
19. Chris Hani (1942–1993), activista político que fue Secretario General de la SACP cuando fue asesinado.
20. Bonginkosi Dlamini (1977–), también conocido como "Zola", poeta, actor y músico.
21. Patricia de Lille (1951–), política.
22. Johnny Clegg (1953–2019), también conocido como "El Zulú Blanco", músico.
23. Helen Suzman (1917–2009), estadista.
24. Eugène Terre'Blanche (1941–2010), fundador del Movimiento de Resistencia Afrikáner.
25. Pieter-Dirk Uys (1945–), satírico político y animador.
26. Paul Kruger (1825–1904), cuatro veces presidente de la República Sudafricana.
27. Anton Rupert (1916–2006), empresario y ecologista.
28. Jonty Rhodes (1969–), jugador de cricket.
29. Leon Schuster (1961–), cineasta, comediante, animador y actor.
30. Oliver Tambo (1917–1993), activista político que pasó 30 años en el exilio.
31. Steve Hofmeyr (1964–), músico y actor.
32. Walter Sisulu (1912–2003), activista político.
33. Cyril Ramaphosa (1952–), quinto presidente de Sudáfrica posterior al apartheid, político y empresario.
34. J. R. R. Tolkien (1892–1973), autor inglés (escribió El señor de los anillos).
35. Beyers Naude (1915–2004), clérigo y activista contra el apartheid.
36. Ernie Els (1969–), golfista.
37. Miriam Makeba (1932–2008), música.
38. Patrice Motsepe (1962), empresario.
39. Trevor Manuel (1956–), ministro de hacienda y político.
40. Albert Luthuli (1898–1967), clérigo, político y ganador del Premio Nobel de la Paz de 1960.
41. Robert Sobukwe (1924–1978), exactivista político y fundador de la PAC.
42. Tokyo Sexwale (1953–), político y empresario.
43. Danny Jordaan (1951–), político y administrador de fútbol.
44. Fatima Meer (1928–2010) científica y activista política.
45. Ahmed Kathrada (1929–2017), activista político.
46. Joe Slovo (1926–1995), político comunista.
47. Natalie du Toit (1984–), nadadora olímpica discapacitada.
48. Jomo Sono (1955–), entrenador de futbol.
49. Francois Pienaar (1967–), capitán de los Springboks, el equipo ganador en la Copa Mundial de Rugby de 1995.
50. John Kani (1943–), actor, animador, escritor y ganador del premio Tony.
51. Penny Heyns (1974–), nadadora olímpica.
52. Jeremy Mansfield, personalidad de radio y televisión.
53. Lucas Radebe (1969–), excapitán de fútbol de Bafana Bafana y Leeds United.
54. Mamphela Ramphele (1947–), activista política, académica, empresaria y madre de Steve Biko.
55. Cecil Rhodes (1853–1902), empresario y primer ministro de la Colonia del Cabo.
56. Albertina Sisulu (1919–2011 ), activista política y esposa de Walter Sisulu.
57. Aggrey Klaaste (1940–2004), periodista y editor que abogó por Nation Building durante los años de lucha.
58. Alan Paton (1903–1988), escritor.
59. Harry Oppenheimer (1908–2000), empresario.
60. Zackie Achmat (1962–), activista VIH positivo contra el SIDA y crítico de las políticas gubernamentales contra el SIDA.
61. Doctor Khumalo (1967–), jugador de fútbol.
62. Jan van Riebeeck (1619–1677), primer administrador colonial.
63. Bruce Fordyce (1955–), corredor de ultra maratón
64. Enoch Sontonga (1873–1905), profesor, predicador laico y compositor escribió "Nkosi Sikelel 'iAfrika".
65. Zola Budd (1966–), atleta.
66. Sol Plaatje (1877–1932), periodista y activista político.
67. Danie Craven (1910–1994), jugador de rugby y administrador.
68. Alan Boesak (1946–), clérigo y político.
69. Felicia Mabuza-Suttle (1950–), presentadora de entrevistas, oradora y empresaria.
70. Yvonne Chaka Chaka (1965–), música.
71. "Baby" Jake Matlala (1962–2013), boxeador y campeón de peso mosca junior.
72. Kaizer Motaung (1944–), fundador del Club de Fútbol Kaizer Chiefs.
73. Basetsana Kumalo (1974–), ex Miss Sudáfrica, presentadora y empresaria.
74. Antjie Krog (1952–), poeta, novelista y dramaturga.
75. Dullah Omar (1934–2004), político.
76. Mandoza (1978–2016), músico.
77. Nkosazana Dlamini-Zuma (1949–), política y exesposa de Jacob Zuma.
78. Raymond Ackerman (1931–), empresario.
79. Nadine Gordimer (1923–2014), autora ganadora del Premio Nobel en 1991.
80. Daniel François Malan (1874–1959), ex primer ministro responsable de sentar las bases del apartheid.
81. Frederik van Zyl Slabbert (1940–2010), político.
82. James Barry Munnik Hertzog (1866–1942), ex primer ministro.
83. Hector Pieterson (1963–1976), un joven cuya muerte se convirtió en el símbolo de los levantamientos de Soweto de junio de 1976.
84. Sewsunker "Papwa" Sewgolum (1930–1978), golfista.
85. William Smith (1939–), profesor de televisión y presentador.
86. P. W. Botha (1916–2006), ex primer ministro y presidente del estado.
87. Hugh Masekela (1939–2018), músico.
88. Bulelani Ngcuka (1954–), político.
89. Jody Scheckter (1950–), campeón del mundo de Fórmula 1.
90. George Bizos (1928–2020), abogado de derechos humanos.
91. Mbongeni Ngema (1954–), dramaturgo, actor, coreógrafo y director.
92. PJ Powers (1960–), música.
93. Mimi Coertse (1932–), música.
94. Mrs Ples, el cráneo homínido más antiguo encontrado en la cueva Sterkfontein.
95. Abdullah Ibrahim (1934–), alias "Dollar Brand", músico.
96. Govan Mbeki (1910–2001), activista político y padre de Thabo Mbeki.
97. Jamie Uys (1921–1996), director de cine.
98. Jacobus Hendrik Pierneef (1886–1957) artista.
99. Athol Fugard (1932–), dramaturgo.

## Otras ediciones
Otros países han producido espectáculos similares; ver los spin-offs de Greatest Britons